# Marc Hester
Pour les articles homonymes, voir Hester.
Marc Hester Hansen, né le 28 juin 1985 à Copenhague, est un coureur cycliste danois.

## Biographie
En 2005, Marc Hester rejoint l'équipe GLS. Spécialiste de la piste, il s'adjuge le classement général de l'UIV Cup U23 (avec Michael Mørkøv) et la médaille d'argent au championnat d'Europe de course scratch masculin (moins de 23 ans).
Il est par la suite membre des formations Löwik Meubelen en 2009 et Christina Watches-Onfone en 2011.
En 2012, il court pendant quelques mois pour l'équipe Concordia Forsikring-Himmerland. Il devient cette année-la champion du Danemark de scratch.
Il est de nouveau membre de la formation Christina Watches-Onfone en 2013 puis rejoint équipe continentale Firefighters Uppsala en 2014. Sans contrat après la disparition de cette équipe, il s'engage avec la nouvelle formation anglaise ONE en 2015.

## Palmarès sur piste

### Championnats d'Europe
- Fiorenzuola d'Arda 2005
  -  Médaillé d'argent du scratch espoirs

### Six jours
- Six jours de Copenhague : 2012 (avec Iljo Keisse)

### UIV Cup U23
- 2005
  - Classement général de l'UIV Cup U23 (avec Michael Mørkøv)
  - UIV Cup Stuttgart, U23 (avec Michael Mørkøv)
  - UIV Cup Berlin, U23 (avec Michael Mørkøv)
  - UIV Cup Amsterdam, U23 (avec Michael Mørkøv)

### Championnats nationaux
- 2011
  -  Champion du Danemark du scratch
- 2018
  -  Champion du Danemark du scratch

## Palmarès sur route

### Par année
- 2007
  - 2e du PWZ Zuidenveldtour

### Classements mondiaux
| Année           | 2007   | 2008 | 2009 | 2010 | 2011 | 2012 | 2013   |
| --------------- | ------ | ---- | ---- | ---- | ---- | ---- | ------ |
| UCI Europe Tour | 1 187e |      |      |      |      |      | 1 133e |